# Euapatura
Euapatura är ett släkte av fjärilar. Euapatura ingår i familjen praktfjärilar.
Kladogram enligt Catalogue of Life:
| Euapatura | \| \| Euapatura iwasei \| \| \| \| \| \| Euapatura mirza \| \| \| \| |
|           | \| \| Euapatura iwasei \| \| \| \| \| \| Euapatura mirza \| \| \| \| |
|           | Euapatura iwasei                                                     |
|           |                                                                      |
|           | Euapatura mirza                                                      |
|           |                                                                      |